# Pico Miramundos
El pico Miramundos es un cerro situado en el parque natural de Sierra Mágina en la provincia de Jaén, en el término municipal Huelma. Su altitud es de 2.077 m s. n. m. Se encuentra en el macizo principal de la sierra, al oeste del pico más alto, llamado Mágina (unos 2 km de caminata por alturas que pasan los 2.000 m s. n. m.). El vértice del pico es una pequeña meseta de muy suave inclinación, en la que se ha construido una caseta o refugio. La subida desde Huelma es la más compleja y para los más aventureros. Entre las otras alternativas se encuentra el barranco del gargantón, en el término de Huelma.